# Ibrahim Ibrahimi
Ibrahim Ibrahimi (en Pastún: ابراهيم ابراهيمي, 1972, Nangarjar, Afganistán), es un cantante y compositor afgano, que toca la tabla. Dos de sus hijos también son músicos.

## Biografía
Nacido en 1972 en la provincia de Nangarhar, proviene de una familia de músicos. En realidad, dos de sus hijos también son músicos. Se graduó de la escuela secundaria de música Mia Sahib Qader Bakhsh y estudió con el ustad  Sabz Ali Khan.
Principalmente toca la tabla y actúa en grupos musicales tradicionales y clásicos, pop, jazz o rock. Antes de su fuga, enseñó composición en el Instituto Nacional de Música de Afganistán, y también trabajó en la radio y televisión afganas (RTA). El 20 de agosto de 2021, Ibrahim Ibrahimi abandonó su país para refugiarse en Francia, sin ninguno de sus instrumentos, con dieciséis miembros de su familia.
Actuó en Irán, India, Azerbaiyán y Turquía. Después de dejar Afganistán, actuó en Bélgica (École d'art d'Uccle) y Francia (Théâtre Sainte Marie d'en Bas en Grenoble);

## Enlaces
- YouTube video of Ibrahim Ibrahimi e de sus dos hijos
- Archivado el 26 de octubre de 2021 en Wayback Machine. «Ensemble Ibrahimi», site do Centre international des musiques nomades]

- Datos: Q109128787